# Sérgio Fernández (athlétisme)
Pour les articles homonymes, voir Sergio Fernández.
Sérgio Fernández Roda, né le 1er avril 1993 à Barañáin, est un athlète espagnol, spécialiste du 400 m haies.

## Carrière
Il mesure 1,81 m pour 70 kg, et appartient au club Pamplona Atletico (Pampelune).
En 2016, il progresse de 49 s 90 à 49 s 02 (le 23 juin 2016), à 2/100e du record national de José Alonso (1987). Il avait participé aux séries des Championnats du monde juniors 2012 et des Championnats d'Europe 2014 et avait terminé 8e des Championnats d'Europe espoirs 2015. Il a remporté le titre espagnol en 2014 et 2015. Il remporte la médaille d'argent en 49 s 06 lors des Championnats d'Europe 2016 à Amsterdam.

## Palmarès
| Date | Compétition                       | Lieu      | Résultat | Épreuve     | Temps   |
| ---- | --------------------------------- | --------- | -------- | ----------- | ------- |
| 2015 | Championnats d'Europe espoirs     | Tallinn   | 8e       | 400 m haies |         |
| 2016 | Championnats d'Europe             | Amsterdam | 2e       | 400 m haies | 49 s 06 |
| 2017 | Championnats d'Europe par équipes | Lille     | 2e       | 400 m haies | 49 s 72 |
| 2018 | Championnats d'Europe             | Berlin    | 7e       | 400 m haies | 48 s 98 |
| 2019 | Championnats d'Europe par équipes | Bydgoszcz | 6e       | 400 m haies | 49 s 57 |

## Records
| Épreuve     | Performance  | Lieu           | Date         |
| ----------- | ------------ | -------------- | ------------ |
| 400 m haies | 48 s 87 (NR) | Rio de Janeiro | 16 août 2016 |